# 乌克 (维斯普雷姆州)
乌克，是匈牙利维斯普雷姆州所辖的一个村，总面积13.87平方公里，总人口301，人口密度21.7人/平方公里（2010年1月1日）。